# Portal Fernández Concha
El Portal Fernández Concha es un edificio ubicado en Santiago de Chile, frente a la Plaza de Armas de esa ciudad, específicamente en su borde sur, entre el Paseo Ahumada y calle Estado. Junto con el Portal Bulnes son los edificios contiguos a la plaza que se dedican al comercio.
Está protegido como Monumento Nacional en la categoría de Zona Típica como parte del entorno de la Plaza de Armas. También tiene la categoría de "Inmueble de Conservación Histórica".

## Historia

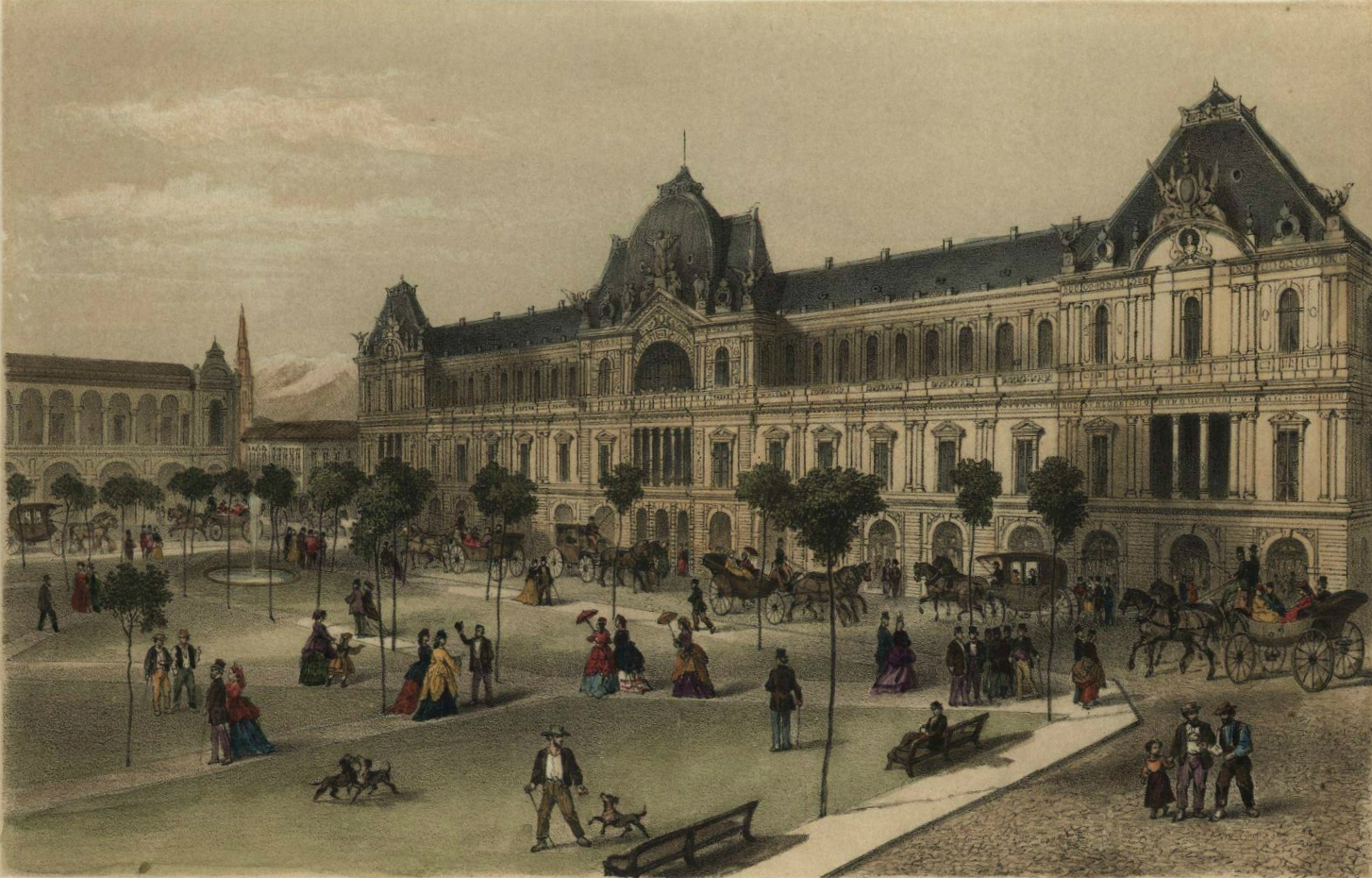
Portal Fernández Concha en 1872.

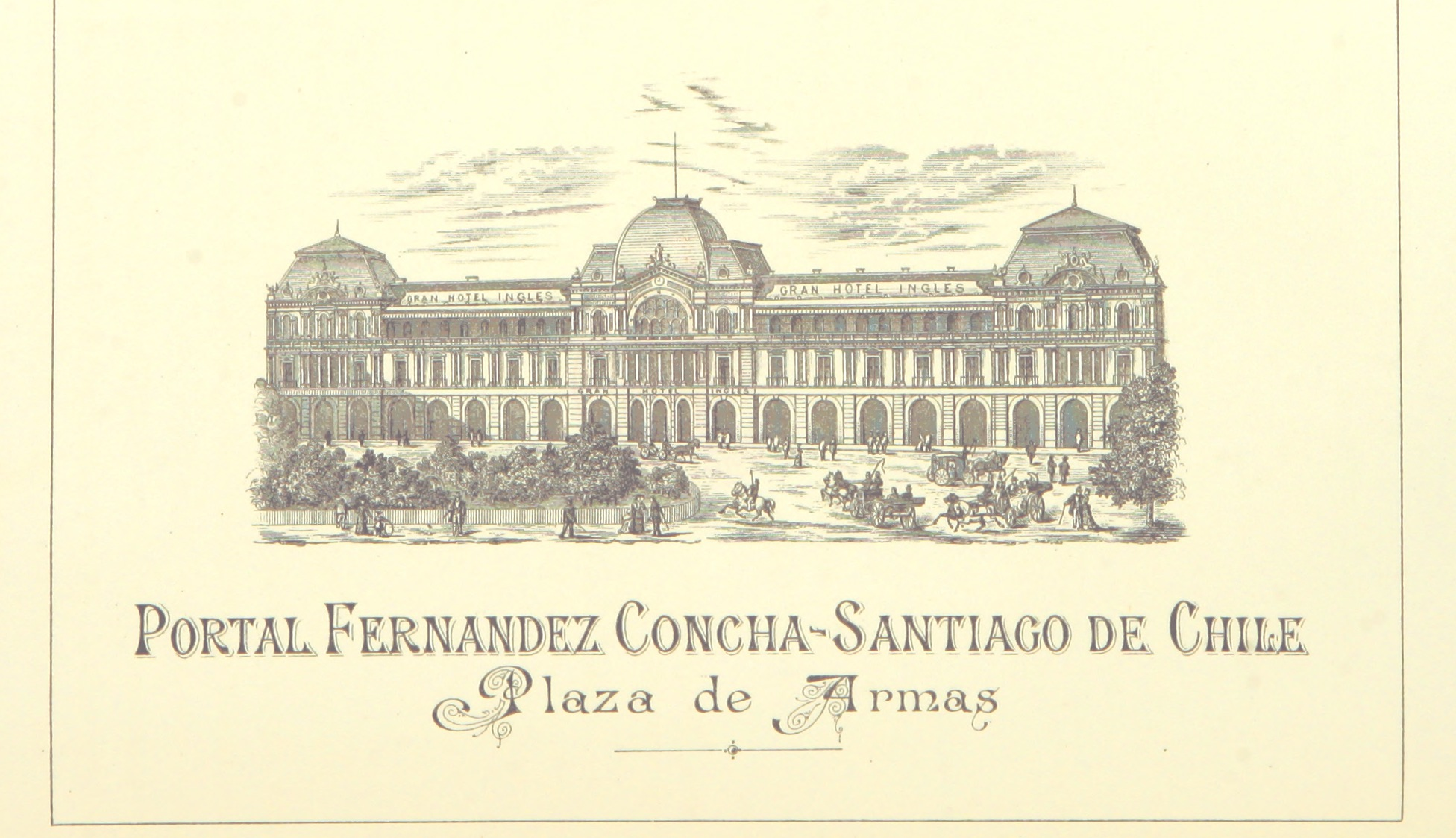
Portal Fernández Concha en 1884.

Fue construido entre 1870 y 1871 sobre la planta del antiguo Portal colonial "Sierra Bella", el que se había destruido en un incendio en 1869, bajo el diseño del arquitecto inglés W. Hovender Hendry, y con el financiamiento de, entre otros inversionistas, los hermanos Pedro y Domingo Fernández Concha, quienes le darían su actual nombre al recinto. De fachada monumental, contemplaba cuatro pisos, con locales comerciales en la galería del primer piso, la que se comunicó con las galerías interiores de la manzana ya existentes, conocidas como pasaje Matte.
En su origen, el segundo piso del Portal fue destinado para el Hotel Santiago, el cual sería reemplazado en 1884 por el Gran Hotel Inglés, que fue el primero de la ciudad con luz eléctrica en todas sus habitaciones. Alrededor de 1900 pasó a constituirse como Hotel de Francia, y posteriormente, Hotel Plaza.
La decadencia y el deterioro llevó al cierre del Portal, de propiedad privada, en torno a 1928, para su remodelación completa a manos de los arquitectos Josué Smith Solar y José Smith Miller, quienes son los responsables de la nueva apariencia del portal que se mantiene hasta hoy. La estructura es bastante más alta que la original, alzándose a los siete pisos, como se observa en la foto superior del 2009, e incluso un octavo nivel en los altillos. En el séptimo nivel y al centro del frontis se emplaza una Virgen María obra del escultor chileno Domingo García Huidobro, que se habría esculpido en un bloque de concreto.
Fue un lugar de bohemia para las clases medias y altas de Santiago durante las décadas de 1940 y 1950. Además, en el entrepiso del portal estaban los estudios de la Radio del Pacífico, creada en 1938.
Actualmente es una galería famosa por sus restaurantes de gastronomía típica, fuentes de soda y puestos de comida rápida. Algunos de sus locales más famosos fueron el Quick Lunch Bahamondes, que se atribuyó la creación del popular completo en la década de 1920, como una versión local del hot dog estadounidense, y el Chez Henry, que existió entre 1925 y 2003.

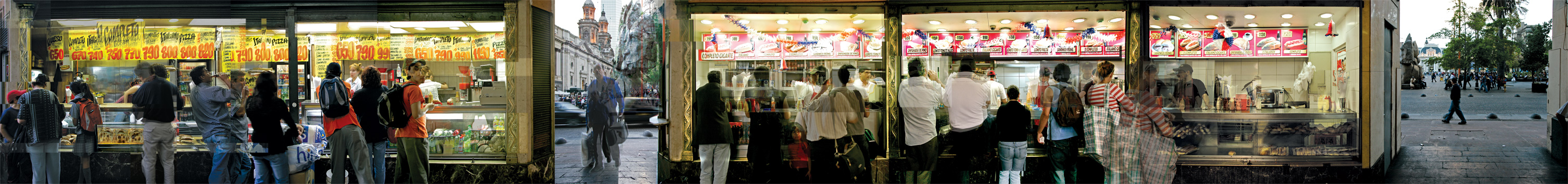
Puestos de comida rápida en el primer piso del Portal.